# HD 210702 b
إتش دي 210702 ب (بالإنجليزية: HD 210702 b)‏ هو كوكب خارج المجموعة الشمسية يقع على بعد حوالي 182 سنة ضوئية في كوكبة الفرس الأعظم، ويدور حول نجم إتش دي 210702. أعلن اكتشاف الكوكب في أبريل 2007. وتبلغ كتلته على الأقل ضعفي كتلة المشتري، ونصف المحور الرئيسي له يمتد 1.17 وحدة فلكية، ليتم دورته كل 341.1 يوم.

## وصلات خارجية
- "HD 210702". Exoplanets. مؤرشف من الأصل في 2016-11-30.